# 34-я бригада управления
34-я бригада управления (34 бру, в/ч 29202) — тактическое соединение Сухопутных войск Российской Федерации.

## История
Ведёт историю от 551-го отдельного батальона связи (в/ч 29202), созданного вместе с 42-м армейским корпусом СВ СССР в 1982 году. Дислоцировался батальон в г. Орджоникидзе Северо-Осетинской АССР.
Бригада приняла участие во вторжении на Украину.

## Состав

### 2022 год
- Управление
- 1-й батальон связи (пункта управления)
- 2-й батальон связи (пункта управления)
- 3-й батальон связи (транспортной сети)
- узел фельдъегерской почтовой связи
- взвод обеспечения
- отделение управления (бригады)
- медицинский пункт[2]